# Gele langsnavelzanger
De gele langsnavelzanger (Macrosphenus flavicans) is een zangvogel uit de familie Macrosphenidae.

## Verspreiding en leefgebied
Deze soort komt voor in centraal Afrika en telt twee ondersoorten:
- M. f. flavicans: van zuidoostelijk Nigeria en zuidelijk Kameroen tot noordwestelijk Angola.
- M. f. hypochondriacus: van de zuidoostelijke Centraal-Afrikaanse Republiek en zuidwestelijk Soedan tot noordwestelijk Tanzania en centraal Congo-Kinshasa.

## Status
De grootte van de populatie is niet gekwantificeerd maar de soort wordt omschreven als op veel plaatsen algemeen. Op de Rode lijst van de IUCN heeft deze soort de status niet bedreigd.